# 笔记 (广义)
笔记是记录的从其他来源（例如报告、书籍）等获取的信息。

## 历史
古希腊时期有hypomnema（ὑπόμνημα）一词，指关于一些重要事情的记录。

## 记录方式
一般情况下演讲每秒钟可以说2-3个词，而记录者每秒钟只能记录0.2-0.3个词。由于一些会议和演讲进行速度较快，速记可以加快记录内容的速度，但是在電腦时代，速记已经逐步被取代。现代速记常用电脑打字的方式进行记录。